# Півхова
Півхова (пол. Połchowa) — колишнє українське село на Закерзонні у гміні Дубецько Перемишльського повіту, в Підкарпатському воєводстві на південному сході Польщі.

## Географія
Село було розташоване на відстані 3 кілометри на південний захід від центру гміни села Дубецько, 31 кілометр на захід від центру повіту міста Перемишля і 31 кілометр на південний схід від центру воєводства — міста Ряшіва.

## Історія
В 1772 році внаслідок першого поділу Польщі село відійшло до імперії Габсбургів і ввійшло до складу австрійської провінції Галичина.
У 1831 р. у Півховій налічувалось 215 греко-католиків парафії Дубецько Бірчанського деканату Перемишльської єпархії.
Відповідно до «Географічного словника Королівства Польського» в 1880 р. село знаходилось на омитому Сяном півострові у Березівському повіті Королівства Галичини та Володимирії Австро-Угорщини, входило до громади Підбуковина, знаходилось на правому березі Сяну й налічувало 32 будинки і 192 мешканці (177 греко-католиків, 11 римо-католиків і 4 юдеї).
Після розпаду Австро-Угорщини і утворення Другої Речі Посполитої це населене українцями село Надсяння окупувала Польща. Входило до Перемишльського повіту Львівського воєводства, у 1934-1939 рр. — у складі ґміни Дубецько. На 1.01.1939 в селі проживало 920 мешканців, з них 660 українців, 250 поляків і 10 євреїв.
10 вересня 1939 року німці окупували село, однак вже 26 вересня 1939 року мусіли відступити, оскільки за пактом Ріббентропа-Молотова правобережжя Сяну належало СРСР. 27 листопада 1939 р. село включене до Дрогобицької області, 17 січня 1940 р. ввійшло до Бірчанського району. В червні 1941, з початком Радянсько-німецької війни, село знову було окуповане німцями. В липні 1944 року радянські війська оволоділи селом. Радянські окупанти насильно мобілізували чоловіків у Червону армію. В березні 1945 року правобережжя Сяну віддане Польщі. Українців у 1945 р. добровільно-примусово виселяли в СРСР. Решту українців у 1947 році в етнічній чистці під час проведення Операції «Вісла» було виселено на понімецькі землі у західній та північній частині польської держави, що до 1945 належали Німеччині. Село зникло.